# Schlacht auf der Mooker Heide
Westeuropa

Oosterweel – Dahlen – Heiligerlee – Jemgum – Jodoigne – Le Quesnoy – Brielle – Mons – Goes – 1. Mechelen – Naarden – Middelburg – Haarlem – Alkmaar – Geertruidenberg – Leiden – Delft – Valkenburg – Mooker Heide – Schoonhoven – Zierikzee – 1. Antwerpen – Gembloux – Rijmenam – 1. Deventer – Borgerhout – 1. Maastricht – 2. Mechelen – 1. Steenwijk – Kollum – 1. Breda – Noordhorn – Niezijl – Lochem – Lier – Eindhoven – Steenbergen – Ghent – Aalst – 2. Antwerpen – IJsseloord – Empel – Boksum – 1. Grave – 1. Venlo – Axel – Neuss – 1. Rheinberg – Zutphen – 1. Sluis – 1. Bergen-op-Zoom – 2. Geertruidenberg – 2. Breda – 2. Zutphen – 2. Deventer – Delfzijl – Knodsenburg – 1. Hulst – Nijmegen – Rouen – Caudebec – 2. Steenwijk – 1. Coevorden – 3. Geertruidenberg – 2. Coevorden – Groningen – Huy – 1. Groenlo – Lippe – Calais – 2. Hulst – Turnhout – 2. Rheinberg – 1. Moers – 2. Groenlo – Bredevoort – Enschede – Ootmarsum – 1. Oldenzaal – 1. Lingen – 1. Schenckenschans – Zaltbommel – Rees – San Andreas – Nieuwpoort – 3. Rheinberg – Ostende – 1. 's-Hertogenbosch – 2. Grave – Hoogstraten – 3. Sluis
Zwölfjähriger Friede

2. Lingen – 3. Groenlo – Aachen – Jülich – 2. Bergen op Zoom – Fleurus – 3. Breda – 2. Oldenzaal – 4. Groenlo – 2. 's-Hertogenbosch – Slaak – 2. Maastricht – Leuven – 2. Schenkenschans – 4. Breda – 2. Venlo – Kallo – 3. Hulst
Europäische Gewässer

Vlissingen – Borsele – Haarlemmermeer – Zuiderzee – Schelde – Lillo – Ponta Delgada – Bayona Islands – Golf von Almería – 1. Cadiz – Azoren – Straße von Dover – 2. Sluis – 1. Kap St. Vincent – 1. Gibraltar – 2. Gibraltar – 2. Cadiz – Lizard Point – Dünkirchen – Calais – Downs – 2. Kap St. Vincent – 2. St. Martin
Amerika

Bahia – Matanzas – St. Martin – San Juan – Abrolhos – Pernambuco – Südchile
Ostindien

Playa Honda – 1. San Salvador – 2. San Salvador – La Naval de Manila – Puerto de Cavite
Die Schlacht auf der Mooker Heide fand am 14. April 1574 zwischen dem Spanischen Heer unter Sancho d’Avila und Bernardino de Mendoza einerseits und einem Söldnerheer unter Ludwig und Heinrich von Nassau-Dillenburg andererseits statt.

## Verlauf
Ludwigs Heer bestand aus 5500 Fußsoldaten und 2600 Reitern. Die spanische Armee hatte 5000 Mann Infanterie und 800 Mann Kavallerie.
Die Schlacht wurde im Moor nahe der Ortschaft Mook am Fluss Maas geschlagen. Die Mooker Heide erstreckte sich im 16. Jahrhundert über eine größere Fläche als heute, südlich von Nijmegen.
Ludwig und Heinrich wollten ihre Truppen entlang des Ostufers gegenüber der Betuwe führen, wo sich ihr Bruder Wilhelm von Oranien aufhielt. Die Spanier brachen die Belagerung von Leyden ab, um die Truppen daran zu hindern, in Holland einzufallen. Am 13. April 1574 kamen die Truppen von Nassau in Mook an. Ihnen war nicht bewusst, dass die spanischen Truppen bei  Grave über eine Pontonbrücke bereits die Maas überquert hatten. Die Spanier kampierten dann in Heumen und Overasselt.
Es gab eine Konfrontation zwischen den Kavallerie-Divisionen, die zugunsten der Kavallerie der beiden Brüder endete. Doch Ludwig und Heinrich überschätzten die spanischen Truppen und das Terrain. Daher beschlossen sie, die müden Truppen nicht zu bewegen und die Schlacht am nächsten Tag früh morgens zu eröffnen. Obwohl zu Beginn Ludwig und Heinrich den Kampf mit ihren Truppen günstig gestalteten, wandelte sich der Verlauf der Schlacht durch spanische Verstärkungen. Die Bollwerke waren zerstört und die Reiter kämpften die entscheidende Schlacht aus.
Die Überlebenden flohen in Richtung Gennep, blieben jedoch in einem Sumpf stecken.
Die beiden Kommandeure Ludwig und Heinrich von Nassau wurden zusammen mit etwa 3000 Mann ihrer Armee getötet. Auf der spanischen Seite kamen nur etwa 150 Männer um. Wie Ludwig und Heinrich ums Leben kamen, ist unbekannt. Es ist wahrscheinlich, dass ihre Leichen in einem Massengrab liegen oder dass die beiden im Sumpfgebiet versenkt wurden. In der Kirche von Heumen wurde am 14. April 1891 ein Gedenkstein für sie enthüllt.
An der Mooker Heide steht noch eine Marienkapelle. Eine lokal bekannte römisch-katholische Sage berichtet, dass nach der Schlacht viele Lichter auf der Mooker Heide umhergewandert seien. Es seien die Seelen der Toten gewesen, die keine Ruhe finden konnten. Nachdem die Marienkapelle gebaut wurde, seien die Lichter verschwunden.

## Folgen
Luis de Requesens, Gouverneur der Niederlande, konnte diesen Sieg nicht ausnutzen, der die aufständischen Provinzen praktisch ohne Verteidigung ließ, da die spanischen Truppen nach der Schlacht wegen fehlender Bezahlung meuterten. Für das Haus Nassau und verbündete Häuser war die Schlacht ein Fiasko. Neben den beiden Nassauer Brüdern verloren Christoph von der Pfalz, Sohn von Friedrich III. von der Pfalz, und zwei Brüder derer von Donop das Leben. Dem Grafen von Lippe, Simon VI., der eigentlich auch in die Schlacht ziehen wollte, wurde die Teilnahme zuvor verboten, da er der einzige Sohn und Nachfolger seines Vaters war.